# Tây Tắc Sơn
Tây Tắc Sơn (西塞山区, Hán Việt: Tây Tắc Sơn khu) là một quận thuộc địa cấp thị Hoàng Thạch (黄石市), tỉnh Hồ Bắc, Cộng hòa Nhân dân Trung Hoa. Quận này có diện tích 112,4 km2, dân số năm 2004 là 220.000 người, mã số bưu chính. Về mặt hành chính, quận này được chia ra thành các đơn vị hành chính gồm 6 nhai đạo (Trừng Nguyệt, Trần Gia Loan, Bá Tuyền, Lâm Giang, Hoàng Tư Loan, Tây Tắc), 1 trấn Hà Khẩu.